# ELB-139
ELB-139或LS-191,811是一种含氮有机氯化合物，化学式C
14H
16ClN
3O，能作为非苯二氮䓬类抗焦慮藥。
它可由1-(4-氯苯基)-2,4-咪唑烷二酮和哌啶在吡啶盐酸盐存在下反应制得。